# اچ‌ام‌اس ترسپاسر (پی۳۱۲)
اچ‌ام‌اس ترسپاسر (پی۳۱۲) (به انگلیسی: HMS Trespasser (P312)) یک زیردریایی بود که طول آن ۲۷۶ فوت ۶ اینچ (۸۴٫۲۸ متر) بود. این زیردریایی در سال ۱۹۴۲ ساخته شد.